# Tomosvaryella cornuta
Tomosvaryella cornuta är en tvåvingeart som beskrevs av Kuznetzov 1994. Tomosvaryella cornuta ingår i släktet Tomosvaryella och familjen ögonflugor.
Artens utbredningsområde är Kazakstan. Inga underarter finns listade i Catalogue of Life.